# Satz von Ghouila-Houri
In der Theorie der gerichteten Graphen, einem der Teilgebiete der Graphentheorie, ist der Satz von Ghouila-Houri das Pendant zum Satz von Dirac in der Theorie der ungerichteten Graphen. Der Satz geht auf eine Arbeit des französischen Mathematikers Alain Ghouila-Houri aus dem Jahre 1960 zurück. Von mehreren Autoren wird hervorgehoben, dass der Beweis des Ghouila-Houri'schen Satzes um einiges schwieriger sei als der des diracschen.

## Formulierung des Satzes
Der Satz lässt sich zusammengefasst angeben wie folgt:
Gegeben sei ein endlicher gerichteter Graph {\displaystyle D}.
{\displaystyle D} sei stark zusammenhängend und habe zudem die Eigenschaft, dass an jedem Knoten {\displaystyle v} für den Grad {\displaystyle d_{G}(v)=d_{G}^{-}(v)+d_{G}^{+}(v)} in Bezug auf die Knotenzahl {\displaystyle n(D)} durchweg die Ungleichung
{\displaystyle {d_{G}}(v)\geq n(D)}
erfüllt ist.
Dann besitzt {\displaystyle D} einen hamiltonschen Zyklus, also einen Zyklus, auf dem alle Knoten von {\displaystyle D} genau einmal vorkommen.
Insbesondere gilt diese Aussage für den Fall, dass an jedem Knoten {\displaystyle v} hinsichtlich Eingangsgrad und Ausgangsgrad die beiden Ungleichungen
{\displaystyle d_{G}^{-}(v)\geq {\frac {n(D)}{2}}}
und
{\displaystyle d_{G}^{+}(v)\geq {\frac {n(D)}{2}}}
erfüllt sind.

### Verschärfung
Der Satz von Ghouila-Houri wurde von mehreren Autoren verschärft; so im Jahre 1973 von M. Meyniel wie folgt:
Ist {\displaystyle D} ein endlicher stark zusammenhängender gerichteter Graph, der für je zwei verschiedene nicht benachbarte Knoten {\displaystyle v_{1}} und {\displaystyle v_{2}} die Ungleichung
{\displaystyle {d_{G}}(v_{1})+{d_{G}}(v_{2})\geq 2n(D)-1}.
erfüllt, so besitzt {\displaystyle D} einen hamiltonschen Zyklus.